# Черкасов, Юрий Эрикович
Юрий Эрикович Черкасов (укр. Юрій Ерікович Черкасов; род. 3 октября 1957, Харьков) — сотрудник уголовного розыска советской милиции, один из руководителей оппозиции независимой Украины. Заместитель министра внутренних дел Украины, Первый заместитель Государственного секретаря МВД Украины; генерал-полковник милиции.

## Биография
Юрий Черкасов родился в городе Харькове 3 октября 1957 года.
Отец — Эрик Юрьевич Черкасов (1927—1996), главный архитектор Харькова, соавтор ряда монументов и мемориальных комплексов, посвящённых памяти павших в Великой Отечественной войне (в Харькове и Днепропетровске); лауреат Шевченковской премии Украины.
Мать — Ирина Андреевна Черкасова (Чугаева; 1927—1990), историк, сотрудница кафедры истории Харьковского университета имени А. М. Горького.

## Образование
По окончании средней школы году поступил в Харьковский государственный университет имени А. М. Горького (ныне — имени В.Каразина), исторический факультет которого закончил по специальности «преподаватель истории» в 1979 году.
В период службы в органах внутренних дел закончил Харьковский юридический институт.

## Трудовая деятельность
Службу в органах внутренних дел начал в 1979 году в звании старшины милиции на должности участкового инспектора инспекции по делам несовершеннолетних Московского районного отдела милиции города Харькова. В 1981 году был переведён в аппарат Харьковского областного управления милиции на должность оперуполномоченного отдела по борьбе с умышленными убийствами, затем служил в отделах по борьбе с преступлениям против личности, борьбе с посягательствами на имущественную безопасность граждан, наркоманией. Занимал должность заместителя начальника областного управления уголовного розыска.
С 1993 по 1995 год — заместитель начальника Управления внутренних дел г. Харькова по оперативной работе. В 1995—1997 годах — заместитель начальника Управления внутренних дел МВД Украины в Луганской области, начальник криминальной милиции. В 1997—2000 годах — Первый заместителя начальника УМВД Украины в Днепропетровской области. 2000 год — Первый заместитель начальника ГУМВД Украины в Киеве.
В 2001 году — начальник УМВД Украины в Днепропетровской области — заместитель Министра (впоследствии — заместитель Государственного секретаря) МВД Украины по Юго-Восточному региону (осуществлял кураторство органов внутренних дел Днепропетровской, Донецкой, Луганской, Харьковской, Запорожской областей Украины).
2002—2003 годы — заместитель Государственного секретаря МВД Украины — начальник криминальной милиции, первый заместитель Государственного секретаря МВД Украины — начальник Главного управления по борьбе с организованной преступностью. С должности был уволен в связи с ликвидацией на Украине института Государственных секретарей министерств.
В 2003—2005 годах — первый проректор Национальной академии внутренних дел Украины по вопросам реформирования органов внутренних дел.
В 2005 году уволен из органов внутренних дел.
В 2005—2007 годы — заместитель Главы Днепропетровского областного совета, в 2008—2010 — заместитель Генерального директора по безопасности государственного предприятия почтовой связи «Укрпочта». В 2013—2016 годы работал в негосударственных учреждениях.

## Научная, преподавательская деятельность
С 2002 года — почётный профессор Днепропетровского университета внутренних дел. В 2003 году защитил кандидатскую диссертацию в Харьковском университете внутренних дел; доцент.
Профессор кафедры оперативно-поисковой работы Днепропетровского университета внутренних дел.
Заместитель начальника научно-исследовательского центра Днепропетровского университета внутренних дел.
Автор 32 научных работ.

## Сотрудничество с Украинской православной церковью
В 2001 году, накануне десятилетнего юбилея Украинской милиции, при УМВД Украины в Днепропетровской области был открыт храм великомученика святого Георгия Победоносца, в котором увековечена память сотрудников милиции Днепропетровщины, погибших при исполнении служебных обязанностей. Заложенный в марте того же 2001 года, храм был построен в рекордно короткие сроки благодаря личному патронату и контролю за его возведением со стороны Юрия Черкасова (на тот момент — начальника УМВД Украины в Днепропетровской области). Принимал активное участие в создании в Днепропетровске Центра православной культуры «Лествица», является заместителем председателя попечительского совета этой организации.

## Награды
- Орден «За заслуги» III степени (1999)[6]
- Медаль «Защитнику Отечества»
- Почётная грамота Верховной Рады Украины «За заслуги перед Украинским народом»
- Награды и знаки отличия Министерства внутренних дел Украины, общественных и церковных организаций.

## Специальные звания
- Полковник милиции (1996)
- Генерал-майор милиции (1998)[7]
- Генерал-лейтенант милиции (2001)[2]
- Генерал-полковник милиции (2002).

## Упоминания в документальной литературе
- Иващенко А. Призвание. — Киев: Ника-Принт.
- Иващенко А. Украина Криминальная. — Киев: Всеукраинская Пресс-группа, 2003.
- Брежнев М., Науменко А. Министр Щелоков. — М: Печатный дом Илигар.